# Marie Amálie Habsbursko-Lotrinská
Marie Amálie (26. února 1746, Vídeň – 18. června 1804, Praha) byla dcera královny Marie Terezie a císaře Františka I. Štěpána Lotrinského, vdala se za Ferdinanda Parmského. Na konci života žila v Praze a byla pohřbena v katedrále sv. Víta.

## Život
Císařovnina "Popelka" – matka ji velmi kárala, vyčítala jí její vlastnosti.[zdroj⁠?!] Měla blízký vztah se svými sestrami Marii Antoinettou, královnou Francie, a Marií Karolinou, královnou neapolskou a sicilskou, s nimiž i po svatbě zůstala ve styku. Jako ostatní sestry se stala obětí matčiny sňatkové politiky – musela se provdat za muže tak hloupého a navíc chovajícího se jak malé dítě,[zdroj?] Ferdinanda Parmského, že to krásná a hlavně hrdá dcera císařovny brala po celý život velice těžce. Matka jí nedala na výběr, přestože věděla o lásce Marie Amálie k vévodovi Karlu Zweibrückenskému, který dokonce požádal o její ruku. Byl ale císařovnou odmítnut, neboť ta jej nepovažovala za dost dobrou partii pro svou dceru. Okamžik „pomsty“ nadešel za deset let, kdy se řešilo následnictví v Bavorsku. Karel, který se o trůn ucházel, požádal o podporu pruského krále Fridricha II., úhlavního nepřítele Marie Terezie, a ten mu ji bez okolků poskytl.

## Manželství
1. července se vydala do Parmy, kde se 19. července 1769 konala svatba. Marie Terezie jí kladla na srdce, že se musí manželovi podvolit a být mu poslušnou chotí. Jakmile však přijela do Parmy, matčinými radami se neřídila a pustila se s velkou vervou do politiky. Její život byl plný skandálů sahajících daleko za hranice Parmy, což Marii Terezii velmi pohoršovalo. Snažila se ji přinutit změnit chování a dokonce za ní kvůli tomu poslala kancléře Franze von Knebela.
Když ani to nepomohlo, potrestala panovnice neposlušnou dceru tím, že s ní přerušila dopisování. Svým ostatním dětem nařídila, že si s ní nesmí dopisovat a mají odmítat její návštěvy. Marie Amálie nějakou dobu odolávala, ale pak se zlomila a v dopisech žádala matku o odpuštění. Usmíření však bylo jen krátkodobé, neboť Marie Amálie své postoje nezměnila.
Poté, co se Marie Terezie doslechla o chování dceřina manžela, nabádala své další děti, ať se jí snaží ulehčit život dopisy a návštěvami. Marie Amálie chtěla vidět matku, to ale císařovna nedovolila, neboť se kvůli rozruchu, který dcera předtím vyvolala na mezinárodní politické scéně, obávala skandálu. S matkou se Marie Amálie už nikdy neuviděla.

## Odchod z Parmy
Po manželově smrti v říjnu 1802 a invazi Napoleona Bonaparta do Itálie Marie odjela z Parmy, kterou si nikdy nezamilovala. Do Vídně se jí však návrat nebyl umožněn. Mívala obzvláště špatné vztahy se svým bratrem Josefem II. a ani po jeho smrti nebyl její pobyt na vídeňském dvoře žádoucí. Její synovec císař František jí proto určil za rezidenci Pražský hrad. Do Prahy dorazila před Vánoci roku 1802 s úplně podlomeným zdravím. Život z ní udělal člověka bez ducha a energie, kterou kdysi měla. Zemřela v Praze 18. června 1804 a byla pochována v katedrále sv. Víta. Stala se tak poslední členkou české královské rodiny, která byla pohřbena v pražské Královské hrobce. Jen srdce jí bylo vyňato a převezeno do Hrobky srdcí u Loretánské kaple kostela augustiánů ve Vídni, kde je vystaveno ve stříbrné urně společně s dalšími srdci členů císařské rodiny Habsburků. Teprve jedna z praprapravnuček, Zita Bourbonsko-Parmská, dovedla Marii Amálii genealogicky zpět do vídeňského Hofburgu.

## Děti

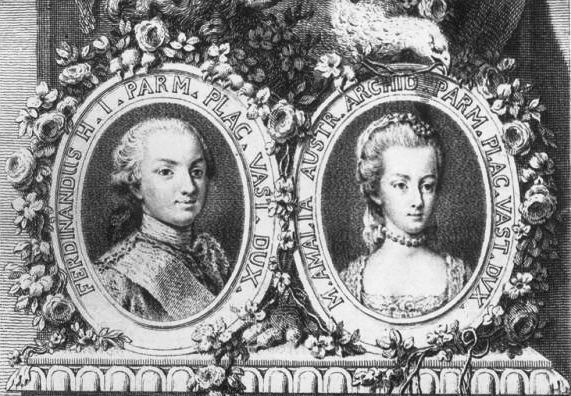
Ferdinand a Marie Amálie

Přestože se svým manželem neměla dobrý vztah, přivedla na svět několik dětí:
- Karolína Marie (22. listopadu 1770 – 1. března 1804), ⚭ 1792 Maxmilián Saský (13. dubna 1759 – 3. ledna 1838)
- Ludvík (5. července 1773 – 27. května 1803), král etrurský od roku 1801 až do své smrti, ⚭ 1795 Marie Luisa Španělská (6. července 1782 – 13. března 1824)
- Marie Antonie (28. listopadu 1774 – 20. února 1841), jeptiška
- Karlota (1. září 1777 – 6. dubna 1813), jeptiška
- Filip (22. března 1783 – 2. července 1786)
- Antonie Luisa (21. října 1784 – 22. října 1785)
- Marie Luisa (17. dubna 1787 – 22. listopadu 1789)
- mrtvě narozená dvojčata – chlapec a dívka (*/† 21. května 1789)

## Tituly a oslovení
- 26. února 1746 – 19. července 1769: Její Královská Výsost arcivévodkyně Marie Amálie Rakouská, princezna uherská, česká atd.
- 19. července 1769 – 9. října 1802: Její Královská Výsost parmská vévodkyně
- 9. října 1802 – 18. června 1804: Její Královská Výsost parmská vévodkyně vdova

## Vývod z předků
|                                     |                                             |  |                           |                                                             |  |  |  |  |  |  |  | Mikuláš František Lotrinský |
|                                     |                                             |  |                           |                                                             |  |  |  |  |  |  |  |                             |
|                                     | Karel V. Lotrinský                          |  |                           |                                                             |  |  |  |  |  |  |  |                             |
|                                     |                                             |  |                           |                                                             |  |  |  |  |  |  |  |                             |
|                                     |                                             |  |                           | Klaudie Lotrinská                                           |  |  |  |  |  |  |  |                             |
|                                     |                                             |  |                           |                                                             |  |  |  |  |  |  |  |                             |
|                                     | Leopold Josef Lotrinský                     |  |                           |                                                             |  |  |  |  |  |  |  |                             |
|                                     |                                             |  |                           |                                                             |  |  |  |  |  |  |  |                             |
|                                     |                                             |  |                           | Ferdinand III. Habsburský                                   |  |  |  |  |  |  |  |                             |
|                                     |                                             |  |                           |                                                             |  |  |  |  |  |  |  |                             |
|                                     | Eleonora Marie Josefa Habsburská            |  |                           |                                                             |  |  |  |  |  |  |  |                             |
|                                     |                                             |  |                           |                                                             |  |  |  |  |  |  |  |                             |
|                                     |                                             |  |                           | Eleonora Magdalena Gonzagová                                |  |  |  |  |  |  |  |                             |
|                                     |                                             |  |                           |                                                             |  |  |  |  |  |  |  |                             |
|                                     | František I. Štěpán Lotrinský               |  |                           |                                                             |  |  |  |  |  |  |  |                             |
|                                     |                                             |  |                           |                                                             |  |  |  |  |  |  |  |                             |
|                                     |                                             |  |                           | Ludvík XIII.                                                |  |  |  |  |  |  |  |                             |
|                                     |                                             |  |                           |                                                             |  |  |  |  |  |  |  |                             |
|                                     | Filip I. Orleánský                          |  |                           |                                                             |  |  |  |  |  |  |  |                             |
|                                     |                                             |  |                           |                                                             |  |  |  |  |  |  |  |                             |
|                                     |                                             |  |                           | Anna Rakouská                                               |  |  |  |  |  |  |  |                             |
|                                     |                                             |  |                           |                                                             |  |  |  |  |  |  |  |                             |
|                                     | Alžběta Charlotta Orleánská                 |  |                           |                                                             |  |  |  |  |  |  |  |                             |
|                                     |                                             |  |                           |                                                             |  |  |  |  |  |  |  |                             |
|                                     |                                             |  |                           | Karel I. Ludvík Falcký                                      |  |  |  |  |  |  |  |                             |
|                                     |                                             |  |                           |                                                             |  |  |  |  |  |  |  |                             |
|                                     | Alžběta Šarlota Falcká                      |  |                           |                                                             |  |  |  |  |  |  |  |                             |
|                                     |                                             |  |                           |                                                             |  |  |  |  |  |  |  |                             |
|                                     |                                             |  |                           | Šarlota Hesensko-Kasselská                                  |  |  |  |  |  |  |  |                             |
|                                     |                                             |  |                           |                                                             |  |  |  |  |  |  |  |                             |
| 'Marie Amálie Habsbursko-Lotrinská' |                                             |  |                           |                                                             |  |  |  |  |  |  |  |                             |
|                                     |                                             |  |                           |                                                             |  |  |  |  |  |  |  |                             |
|                                     |                                             |  | Ferdinand III. Habsburský |                                                             |  |  |  |  |  |  |  |                             |
|                                     |                                             |  |                           |                                                             |  |  |  |  |  |  |  |                             |
|                                     | Leopold I.                                  |  |                           |                                                             |  |  |  |  |  |  |  |                             |
|                                     |                                             |  |                           |                                                             |  |  |  |  |  |  |  |                             |
|                                     |                                             |  |                           | Marie Anna Španělská                                        |  |  |  |  |  |  |  |                             |
|                                     |                                             |  |                           |                                                             |  |  |  |  |  |  |  |                             |
|                                     | Karel VI. Habsburský                        |  |                           |                                                             |  |  |  |  |  |  |  |                             |
|                                     |                                             |  |                           |                                                             |  |  |  |  |  |  |  |                             |
|                                     |                                             |  |                           | Filip Vilém Falcký                                          |  |  |  |  |  |  |  |                             |
|                                     |                                             |  |                           |                                                             |  |  |  |  |  |  |  |                             |
|                                     | Eleonora Magdalena Falcko-Neuburská         |  |                           |                                                             |  |  |  |  |  |  |  |                             |
|                                     |                                             |  |                           |                                                             |  |  |  |  |  |  |  |                             |
|                                     |                                             |  |                           | Alžběta Amálie Hesensko-Darmstadtská                        |  |  |  |  |  |  |  |                             |
|                                     |                                             |  |                           |                                                             |  |  |  |  |  |  |  |                             |
|                                     | Marie Terezie                               |  |                           |                                                             |  |  |  |  |  |  |  |                             |
|                                     |                                             |  |                           |                                                             |  |  |  |  |  |  |  |                             |
|                                     |                                             |  |                           | Anton Ulrich Brunšvicko-Wolfenbüttelský                     |  |  |  |  |  |  |  |                             |
|                                     |                                             |  |                           |                                                             |  |  |  |  |  |  |  |                             |
|                                     | Ludvík Rudolf Brunšvicko-Wolfenbüttelský    |  |                           |                                                             |  |  |  |  |  |  |  |                             |
|                                     |                                             |  |                           |                                                             |  |  |  |  |  |  |  |                             |
|                                     |                                             |  |                           | Alžběta Juliana Šlesvicko-Holštýnsko-Sonderbursko-Norburská |  |  |  |  |  |  |  |                             |
|                                     |                                             |  |                           |                                                             |  |  |  |  |  |  |  |                             |
|                                     | Alžběta Kristýna Brunšvicko-Wolfenbüttelská |  |                           |                                                             |  |  |  |  |  |  |  |                             |
|                                     |                                             |  |                           |                                                             |  |  |  |  |  |  |  |                             |
|                                     |                                             |  |                           | Albrecht Arnošt I. Öttingenský                              |  |  |  |  |  |  |  |                             |
|                                     |                                             |  |                           |                                                             |  |  |  |  |  |  |  |                             |
|                                     | Kristýna Luisa Öttingenská                  |  |                           |                                                             |  |  |  |  |  |  |  |                             |
|                                     |                                             |  |                           |                                                             |  |  |  |  |  |  |  |                             |
|                                     |                                             |  |                           | Kristýna Frederika Württemberská                            |  |  |  |  |  |  |  |                             |
|                                     |                                             |  |                           |                                                             |  |  |  |  |  |  |  |                             |